# Titi Buengo
André „Titi“ Buengo (* 11. Februar 1980 in Luanda) ist ein ehemaliger angolanischer Fußballspieler. Der Stürmer gehörte zum Kader der angolanischen Nationalmannschaft bei der Fußball-Weltmeisterschaft 2006 in Deutschland.

## Vereine
Buengo wurde in Angola geboren und kam als Kind nach Frankreich. Von 2001 bis 2012 spielte er bei acht verschiedenen Vereinen in der zweiten französischen Liga, unterbrochen durch ein halbjähriges Engagement beim Schweizer Erstligisten Neuchâtel Xamax im Jahr 2005 und wenige Monate in der dritten Liga mit ES Troyes AC 2009. In den Jahren 2008 bis 2010 konnte der Stürmer sich mit mehr als zehn Saisontoren jeweils unter den besten zehn Torschützen der Liga platzieren. Zwischen 2013 und 2014 stand Buengo beim griechischen Zweitligisten Olympiakos Volos und beim malaysischen Zweitligisten Penang FA unter Vertrag. 2016 bestritt er noch ein Ligaspiel für den mittlerweile drittklassigen SC Amiens, bei dem er bereits von 2006 bis 2008 gespielt hatte.

## Nationalmannschaft
Buengo nahm 2006 an der Fußball-Weltmeisterschaft teil, kurz nachdem er sein Debüt für die Nationalmannschaft Angolas gegeben hatte. Er blieb beim Turnier ohne Einsatz und seine Mannschaft schied nach der Vorrunde aus. Insgesamt bestritt er bis 2010 sieben Länderspiele, ohne dabei ein Tor zu erzielen.